# Якобсон, Леонид Вениаминович
Леони́д Вениами́нович Якобсо́н (2 [15] января 1904, Санкт-Петербург, Российская империя — 17 октября 1975, Москва, СССР) — советский артист балета, балетмейстер, руководитель труппы «Хореографические миниатюры» (ныне «Театр балета имени Леонида Якобсона»); заслуженный деятель искусств РСФСР (1957). Лауреат Сталинской премии второй степени.

## Биография
Родился 2 (15) января 1904 года в Санкт-Петербурге, в еврейской семье. Его отец Бениамин Самуилович Якобсон (?—1915), был агентом по сбору объявлений «Торгово-промышленной газеты»; мать, Вера Михайловна Якобсон (в девичестве Торина, ?—1931), домохозяйкой. Семья жила на 5-й Рождественской линии, дом 49. В Петербурге не позднее 1890-х годов поселился с семьёй его дед — скрипач оркестра Мариинского театра Самуил Вульфович Якобсон (1822—1904).
Окончил 102-ю Советскую единую трудовую школу I и II ступени Володарского района Ленинграда (ныне гимназия № 155 Центрального района города). Участник вынужденного кругосветного путешествия Петроградской детской питательной колонии.
Балетное образование получил в Ленинградском театральном училище (ныне Академия русского балета имени А. Я. Вагановой) (педагог — В. И. Пономарёв). В 1926—1933 годах — танцовщик, в 1942—1950 и в 1955—1975 годах — балетмейстер Ленинградского театра оперы и балета им. Кирова (с которым во время войны находился в эвакуации в Молотове).
Вместе с Петром Гусевым был инициатором создания ленинградской балетной труппы «Хореографические миниатюры» (ныне Театр балета имени Леонида Якобсона). С 1969 года и до своей смерти был её балетмейстером и художественным руководителем.
Умер 17 октября 1975 года на 72-м году жизни в Кремлёвской больнице в Москве. Похоронен в Санкт-Петербурге на Богословском кладбище (петрокрепостная дорога, уч. 69). На могиле установлен скульптурный памятник.

## Семья
Жена (с 1953 года) — балерина и балетмейстер Ирина Давидовна Певзнер (Певзнер-Якобсон, 1924—2018), с 1982 года в США, составитель книг «Letters to Noverre» («Письма Новeрру». Размышления Л. В. Якобсона о балете, 2001) и «Dangerous Dances: Leonid Jacobson, Jewish Identity and Russian Ballet» (сборник эссе о Л. В. Якобсоне); сын Николай (род. 1953).

## Постановки
- 1950 — «Шурале» Фарида Яруллина
- 1956 — «Спартак» Арама Хачатуряна
- 1958 — «Хореографические миниатюры»
- 1962 — «Клоп» Ф. Отказова и Г. И. Фиртича
- 1963 — «Новеллы любви» на музыку Мориса Равеля
- 1964 — «Двенадцать» Бориса Тищенко
- 1967 — «Страна чудес» Исаака Шварца
- 1971 — «Шурале» Фарида Яруллина (возобновление)
- 1969—1975 — коллектив «Хореографические миниатюры»
- Классицизм — Романтизм: Па-де-де В.-А. Моцарт, Вестрис Г. Банщиков, Полёт Тальони В.-А. Моцарт, Па-де-катр В. Беллини, Па-де-труа Дж. Россини, Средневековый танец с поцелуями С. Прокофьев, Качуча П. Сарасате, Лебедь К. Сен-Санс, Мазурка Ф. Шопен.
- Роден: Вечная Весна К. Дебюсси, Поцелуй К. Дебюсси, Вечный идол К. Дебюсси, Отчаяние /премьера/ С. Прокофьев, Паоло и Франческа /премьера/ А. Берг, Экстаз /премьера/ С. Прокофьев, Измятая лилия /премьера/ А. Веберн, Минотавр и Нимфа А. Берг.
- Гайдн — Моцарт: Сюрприз Й. Гайдн, Секстет В.-А. Моцарт, Женские вариации В.-А. Моцарт, Мужские вариации В.-А. Моцарт, Менуэт В.-А. Моцарт.
- Па-де-де на муз. Дж. Россини, Г. Доницетти, Ф. Шопена, Ф. Легара, Б. Бриттена, А. Онеггера.
- «Хореграфические миниатюры» /только премьеры/ Деревенский Дон Жуан Ю. Зарицкий, Мёртвая царевна И. Стравинский, Русский сувенир А. Петрова, Хиросима К. Пендерецкий
- Балеты: Клоп Д. Шостакович, Блестящий дивертисмент М. Глинка, Бродячий цирк И. Стравинский, Город А. Веберн, Контрасты И. Стравинский, Негритянский (Эбеновый) концерт И. Стравинский, Свадебный кортеж Д. Шостакович, Симфония бессмертия Б. Тищенко, Экзерсис ХХ И.-С. Бах /в обработке ансамбля «Свингел Сингерз»/.

## Награды и премии
- 1951 — Сталинская премия второй степени — за балетный спектакль «Шурале» («Али-Батыр») Ф. З. Яруллина.
- 1957 — Заслуженный деятель искусств РСФСР.